# イルデニズ朝

イルデニズ朝
アゼルバイジャンのアタベク
اتابکان آذربایجان

イルデニズ朝（ペルシア語 : ایلدگزیان, Ildenizids）は、かつてアゼルバイジャンの大部分を支配していたアタベク（セルジューク朝の王子の後見人）の政権。王朝の創始者であるイルデニズは遊牧民族のキプチャクの出身で、セルジューク朝の王族にマムルーク（軍人奴隷）として購入された。イルデュグュズ朝、イルデギズ朝、イルデギズド朝（Ildegizids/Eldiguzids）とも表記される。

## 歴史
創始者のイルデニズはセルジューク朝のスルターン・ムハンマド・タパルの王子マスウードによって購入された。1134年にトゥグリル2世が没した後、イルデニズはアッラーン（現在のアゼルバイジャンに含まれる地域）をイクターとして与えられ、トゥグリル2世の寡婦を娶った。アッラーンに赴任したイルデニズは、この地でトゥグリル2世の遺児アルスラーンを養育する。1157年にスルターン・サンジャルが没した後、イラン西部ではセルジューク朝の王族たちがスルターンの地位を巡って争った。1160年10月、イルデニズはイラン西部の中心都市ハマダーンに入城し、スライマーン・シャーを廃位してアルスラーンをスルターンに擁立する。アルスラーンを擁立したイルデニズには「大アタベク」の称号が与えられ、イルデニズはアルスラーン在位中のセルジューク朝で主導権をとった。
1175年/76年にイルデニズとアルスラーンが没し、イルデニズの長子ジャハーン・パフラヴァーンが大アタベクの地位を継承し、トゥグリル3世がアルスラーンの跡を継いだ。アルスラーンはイルデニズ家の支配から逃れようと試み、毒殺されたと推測されている。1174年にジャハーン・パフラヴァーンの弟のクズル・アルスラーンはタブリーズを占領し、この地を拠点とした。ジャハーン・パフラヴァーンは配下のマムルークを各地の知事に任命し、マムルークたちが自分の死後も忠誠を誓い続けることを期待して息子たちに領地を分割したが、イラン西部に混乱を引き起こす原因を生み出した。
ジャハーン・パフラヴァーンの死後、彼の配下のマムルークはアタベクの地位を継承したクズル・アルスラーンを支持する勢力と、ジャハーン・パフラヴァーンの寡婦であるイナンチ・カトゥンを支持する勢力に分裂する。クズル・アルスラーンは前のアタベクよりもトゥグリル3世に影響力を行使するようになり、1190年にトゥグリル3世を監禁してスルターンを自称した。翌1191年にイナンチ・カトゥンの主導でクズル・アルスラーンは暗殺され、ジャハーン・パフラヴァーンの子アブー・バクルがアタベクの地位を継いだ。ジャハーン・パフラヴァーンの息子の一人クトルグ・イナンチはイラン中央のレイを拠点として、実権の回復を試みるトゥグリル3世と対立していた。アブー・バクルは即位前に与えられていた北西部の領地を統治し、1193年にトゥグリル3世と交戦して勝利を収めた。1194年3月、ホラズム・シャー朝のアラーウッディーン・テキシュがクトルグ・イナンチの要請を受けてイランに進軍し、トゥグリル3世を殺害した。
1217年/18年にイルデニズ朝の君主ウズベクはアッバース朝の要請を受けてイラン高原に進出するが、ホラズム・シャー朝のアラーウッディーン・ムハンマドに敗れて臣従を誓った。
末期のイルデニズ朝の支配範囲はアゼルバイジャンと北コーカサス東部に限られ、グルジア王国から圧迫を受けていた。また、ウズベクが国政への関心を喪失していたために、各地の知事たちの独立性はより高くなった。1220年にアゼルバイジャンは将軍ジェベ、スブタイが率いるモンゴル帝国軍の攻撃を受け、ウズベクはモンゴル軍に莫大な貢納品を贈って攻撃を避けた。イルデニズ朝の軍隊はモンゴル軍のグルジア攻撃で前衛を務めたが、多大な損害を受けた。グルジア攻撃の後も首都のタブリーズは2度にわたってモンゴル軍の圧迫を受け、その都度貢納品を贈って破壊を逃れる。
1225年にジャラールッディーン・メングベルディーがアゼルバイジャンに進出した際、ウズベクはギャンジャに避難し、タブリーズではウズベクの妻が政務を執っていた。ジャラールッディーンの包囲を受けてタブリーズの市民は降伏し、ウズベクの妻はアゼルバイジャンの中にいくつかの領土を与えられた。同年末にタブリーズではジャラールッディーンのグルジア遠征中にウズベクの復位が企てられたが、計画は露見して首謀者は逮捕された。タブリーズに戻ったジャラールッディーンは反乱者を処分した後にウズベクの妻と結婚し、軍を派遣してギャンジャを占領した。ギャンジャから脱出したウズベクはナヒチェヴァン近郊のアランジャーに移り、その後没する。
1227年にジャラールッディーンと彼の配下の兵士の行動に不満を抱いたアゼルバイジャンの住民とウズベクの妻はアイユーブ朝の王侯アシュラフ軍隊を招き入れ、アゼルバイジャンはアイユーブ朝の支配下に編入された。

## 文化
イルデニズ朝の君主（アタベク）には飲酒を好む敬虔なイスラム教徒とは言い難い人物が多かったが、彼らは全て文芸を厚く保護した。同時代の著名な詩人に援助を与え、詩人の中にはアタベクと親交を結んだ者もいた。

## 歴代君主
1. イルデニズ（Šams-al-dīn Īldegoz、在位：1135年/36年 - 1175年）
2. ジャハーン・パフラヴァーン（Moḥammad Jahān-pahlavān/Noṣrat-al-dīn Moḥammad b.Īldegoz、在位：1175年 - 1186年） - イルデニズの子
3. クズル・アルスラーン（Moẓaffar-al-dīn Qezel Arslān ʿOṯmān、在位：1186年 - 1191年） - イルデニズの子
4. アブー・バクル（Noṣrat-al-dīn Abū Bakr b. Moḥammad、在位：1191年 - 1210年） - ジャハーン・パフラヴァーンの子
5. ウズベク（Moẓaffar-al-dīn Uzbek、在位：1210年 - 1225年） - ジャハーン・パフラヴァーンの子